# رامش کن
رامش کن (به انگلیسی: Ram it down) عنوان یازدهمین آلبوم استودیویی از گروه هوی متال بریتانیایی جوداس پریست است که در ۱۷ مه ۱۹۸۸ با همکاری شرکت نشر کلمبیا منتشر شد.
ضبط این آلبوم در سال ۱۹۸۷ در استودیویی در دانمارک انجام گرفته‌است. این آلبوم آخرین همکاری نوازنده درامز گروه یعنی دیو هالند و تهیه‌کنندگی تام الوم با جوداس پریست است اگرچه که تام الوم دوباره در ضبط آلبوم تماسی شیطانی در سال ۲۰۰۹ با گروه همکاری می‌کند. در سال ۲۰۰۱ نسخه مسترینگ مجدد این آلبوم به همراه دو قطعه اهدایی منتشر شد.

## فهرست آهنگ‌ها
آهنگسازی و ترانه‌سرایی تمامی آهنگ‌ها بر عهده راب هالفرد، کی.کی. داونینگ و گلن تیپتون بوده‌است مگر در موردی که اشاره شده‌است.
| شماره | نام آهنگ                 | مدت  |
| ----- | ------------------------ | ---- |
| ۱     | «رامش کن»                | ۴:۴۸ |
| ۲     | «هوی متال»               | ۵:۵۸ |
| ۳     | «منطقه عشق»              | ۳:۵۸ |
| ۴     | «بیا و بگیرش»            | ۴:۰۷ |
| ۵     | «سخت همچون آهن»          | ۴:۰۹ |
| ۶     | «آسمان سرخ‌گون»           | ۷:۵۰ |
| ۷     | «من یک راکر هستم»        | ۳:۵۸ |
| ۸     | «جانی بی گود» چاک بری    | ۴:۳۹ |
| ۹     | «تا سرحد مرگ دوستت دارم» | ۴:۳۶ |
| ۱۰    | «هیولاهای راک»           | ۵:۳۰ |

### قطعات اهدایی در نسخه ۲۰۰۱
| شماره | نام آهنگ                                                    | مدت  |
| ----- | ----------------------------------------------------------- | ---- |
| ۱۱    | «شب به پایان رسید» (اجرای زنده ۱۹۸۴ در کالیفرنیا، لانگ بیچ) | ۴:۳۳ |
| ۱۲    | «بلاداستون» (اجرای زنده ۱۹۸۲ در ممفیس)                      | ۴:۰۵ |

## اعضای گروه
- راب هالفرد - خواننده
- کی.کی. داونینگ - گیتار
- گلن تیپتون - گیتار
- یان هیل - گیتار بیس
- دیو هالند - درامز